# À la carte
『à la carte』（アラカルト）は、藤原さくらの通算2作目のミニ・アルバム。2015年3月18日にSPEEDSTAR RECORDSから発売された。

## 概要
藤原さくらのメジャー・デビュー作となったミニ・アルバム。
アルバムタイトルには、「いろんなタイプの曲が収録されているから、そこからリスナーが好きなものを選んで食べられるように」という意味が込められている。
日本テレビ系土曜ドラマ『学校のカイダン』挿入歌「Just one girl」を含む全6曲。YAGI&RYOTA（SPECIAL OTHERS）やCurly Giraffe（高桑圭）、高田漣ら多彩なプロデューサー陣を迎えて制作された。「My Heartthrob」以外は『full bloom』を出した後に作った曲で構成されており、アルバムには「上京してからの気持ちが詰まっている」と語っている。
ジャケットデザインのアートワークは藤田二郎が担当した。

## 収録曲
| #         | タイトル                         | 作詞・作曲           | 編曲                        | 時間  |
| --------- | -------------------------------- | -------------------- | --------------------------- | ----- |
| 1.        | 「Walking on the clouds」        | 藤原さくら           | Yagi&Ryota (SPECIAL OTHERS) | 4:41  |
| 2.        | 「Cigarette butts」              | 藤原さくら           | Curly Giraffe               | 3:38  |
| 3.        | 「My Heartthrob」                | 藤原さくら           | 高田漣                      | 2:44  |
| 4.        | 「Just one girl」(Original Ver.) | - 藤原さくら（作曲） | Curly Giraffe               | 3:59  |
| 5.        | 「We are You are」               | 藤原さくら           | Yagi&Ryota (SPECIAL OTHERS) | 3:46  |
| 6.        | 「ありがとうが言える」           | 藤原さくら           | 高田漣                      | 3:54  |
| 合計時間: | 合計時間:                        | 合計時間:            | 合計時間:                   | 22:42 |

## 曲の解説
1. Walking on the clouds
2. Cigarette butts
失恋を題材とした楽曲[3]。
3. My Heartthrob
藤原が福岡にいた頃に書いた楽曲[4]。
4. Just one girl (Original Ver.)
日本テレビ系土曜ドラマ『学校のカイダン』挿入歌。
アルバムの発売に先駆け、2月4日に先行配信が開始された[5]。
5. We are You are
6. ありがとうが言える
別れる相手への感謝の気持ちを歌った楽曲[3]。藤原は「上京してから感じた福岡にいた頃の周りの人たちへの感謝の気持ちを歌っていて、泣きながら作った。」と語っている[2]。